# موليانغري
مُولِيانغِري هي أعلى جبل في ولاية كارناتاكا بالهند. تقع موليانغري في 13°23′26″N 75°43′18″E / 13.39056°N 75.72167°E عند سلسلة جبال شاندرا درونا في غاتس الغربية، في منطقة شيكماجالور. إرتفاع الجبل هو 1,930 متر (6,330 قدم). تضم قمة موليانغري محطة راديو للشرطة. قمة آخر بارزة باسم سيتهليانغري، مجاورة لهذا المكان.

## معبد
تحصل القمة على اسمها من معبد صغير (قبر) عند القمة، وهو مخصص للحكيم «مولابا سوامي» الذي يعتقد أنه تأمل في الكهوف عند بعد قدمين تحت القمة. الكهوف يمكن الوصول إليها وليست عميقة جدًا.

## إجبال (حركلة)
في السابق، عندما لم تكن الطرق الإسفلتية الحالية، والخطوات الحجرية والخرسانية بالغ عددهما 464 غير موجودة كما الآن، يمكن استخدام مسار للوصول إلى القمة، تسمى«ساربادري» أو «سارباندي». على الرغم زيارتها بشكل غير متكررة الآن، هذا المسار يعتز به الناس الذين هم يحبون الحركلة.[بحاجة لمصدر]

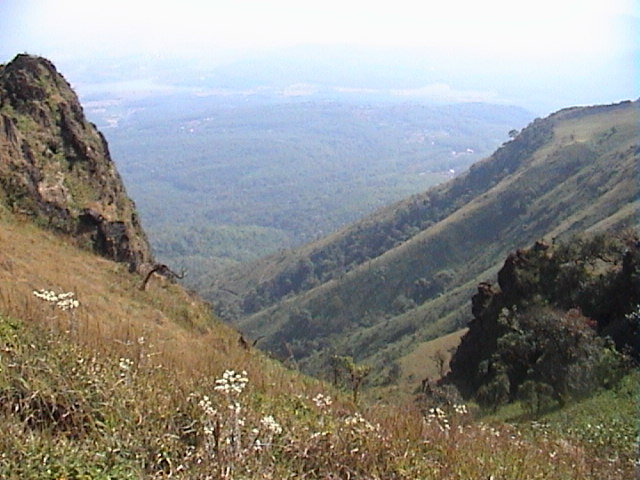
في الطريق إلى موليانغري
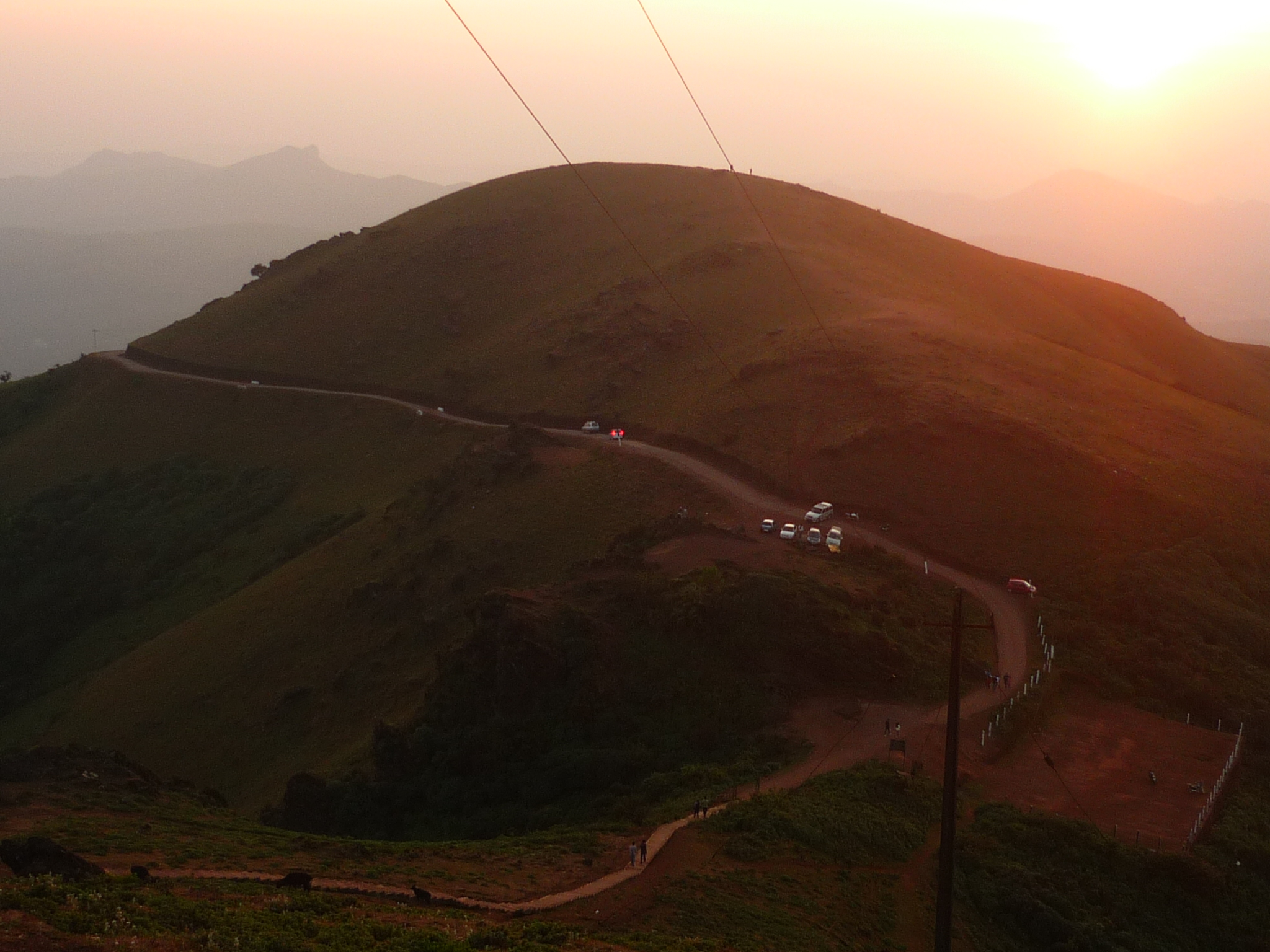
تلال موليانغري

## روابط خارجية
- جولات وحزم الرحلات (بالإنجليزية)